# Beaumont Newhall
Beaumont Newhall (* 22. Juni 1908 in Lynn, Massachusetts; † 26. Februar 1993 in Santa Fe, New Mexico) war ein amerikanischer Autor, Fotograf, Kunst- und Fotohistoriker und Kurator. Er war maßgeblich am Aufbau der Abteilung für Fotografie am Museum of Modern Art (MoMA) in New York beteiligt und fungierte von 1940 bis 1947 als deren erster Direktor. Gemeinsam mit seiner Frau Nancy Wynne Newhall (1908–1974) veröffentlichte der Fotohistoriker zahlreiche Schriften zur Geschichte und Entwicklung der Fotografie. Newhalls 1937 erschienenes Erstlingswerk Geschichte der Photographie (History of Photography: From 1839 to the Present) wurde zum vielbeachteten Standardwerk.

## Leben und Wirken
Beaumont Newhall wollte ursprünglich Film und Fotografie studieren, musste jedoch auf Kunstgeschichte ausweichen, da es diese Studiengänge an der Harvard University nicht gab. Er studierte in Harvard, an der Sorbonne in Paris und am Courtauld Institute of Art in London. In Harvard hatte der Kunsttheoretiker Paul J. Sachs einen erheblichen Einfluss auf Newhall. Nach seinem Abschluss 1931 arbeitete Newhall eine kurze Zeit am Philadelphia Museum of Art sowie als Assistent in der Abteilung für dekorative Kunst am Metropolitan Museum of Art und wurde 1935 zum Bibliothekar des MoMA ernannt. Unter Newhall wuchs die Bibliothek des noch jungen Museums beträchtlich. 1936 heiratete Newhall die Kunststudentin Nancy Wynne. Nancy hatte an der Art Students League of New York studiert und hegte wie Beaumont ein besonderes Interesse für Fotografie. Beide sollten sich zeitlebens intensiv mit den ästhetischen, gestalterischen und gesellschaftskritischen Aspekten der Fotografie, ihrer Geschichte und Interpretation auseinandersetzen.
1937 folgte Newhall einer Einladung des damaligen Direktors des MoMA, Alfred Barr Jr., die Retrospektive  Photographie 1839–1937 zu kuratieren. Begleitend konzipierte Newhall den umfangreichen Ausstellungskatalog History of Photography (Geschichte der Photographie), der erstmals die technischen und künstlerischen Aspekte der Fotografie chronologisch zusammenfasste und von Kritikern und Publikum gleichermaßen gelobt und vielbeachtet wurde. Der erfolgreiche Katalog wurde noch im selben Jahr in Buchform veröffentlicht und geriet bald zum regelmäßig aktualisierten Standardwerk. Der Retrospektive folgten 1938 die Ausstellungen Amerikanische Photographien von Walker Evans und 1940 Krieg kommt über die Menschen, eine Geschichte, geschrieben mit dem Objektiv von Therese Bonney, die unter dem Eindruck des Zweiten Weltkriegs entstand. Währenddessen baute Newhall die fotografische Abteilung des Museums auf, deren erste direktoriale Leitung er 1940  übernahm. Zusammen mit dem befreundeten Fotografen Ansel Adams entstand Ende 1940 die Ausstellung Sixty Photographs, die erste Schau der neuen fotografischen Abteilung am MoMA.
Mit Kriegseintritt der USA meldete sich Newhall zur Luftaufklärung nach Europa und so gewann der von der US-Marine mit kriegspropagandistischen Ausstellungen beauftragte Fotograf Edward Steichen die Oberhand im MoMA. Es kam zu Diskrepanzen zwischen Steichen und Newhall, schließlich legte Newhall 1947 sein Amt nieder und Steichen übernahm die Nachfolge (bis 1962).
1948 wurde Beaumont Newhall der erste Kustos des George Eastman House in Rochester, New York. Er hatte das Amt bis 1958 inne und wurde schließlich zum Direktor ernannt. In den folgenden zwei Jahrzehnten baute er das International Museum of Photography im George-Eastman-House zur damals größten Sammlung kreativer Fotografie aus. 1971 trat er von seinem Amt zurück und widmete sich gemeinsam mit seiner Frau Nancy vornehmlich kunsthistorischen und -kritischen Betrachtungen zur Fotografie. Im Laufe der Jahre trugen die Newhalls eine profunde Privatsammlung zusammen, die sie dem College von Santa Fe in New Mexico stifteten und die dort zum Herzstück der Beaumont and Nancy Newhall Library wurde.
Newhall starb 84-jährig in seinem Haus in Santa Fe, New Mexico; aus seiner Ehe mit Nancy entstammte ein Sohn, Theo Christopher Newhall.
1972 wurde Newhall in die American Academy of Arts and Sciences gewählt. 1984 war er MacArthur Fellow.

## Werke (Auswahl)
- Photography, 1839–1937. Museum of Modern Art, New York 1937.
- Photography. A Short Critical History. Museum of Modern Art, New York 1938.
- (mit Lincoln Kirsten): The Photography of Henri Cartier-Bresson. Museum of Modern Art, New York 1947.
- The History of Photography from 1839 to the Present Day. Museum of Modern Art, New York 1949. Überarbeitete Neuausgaben 1964, 1971, 1978 und 1982.
  - L'histore de la photographie depuis 1839 et jusqu'à nos jours. Bézier-Prisma, Paris 1967.
  - The History of Photography from 1839 to the Present Day. Wecker & Warburg, London 1982.
  - Historia de la fotografia. Gustavo Gili, Barcelona 1984.
  - Geschichte der Photographie. Schirmer/Mosel, München 1984 (sowie Lizenzausgabe für die Wissenschaftliche Buchgesellschaft, Darmstadt 1984). Neuausgaben 1989 und 1998.
- (als Hrsg., mit Nancy Newhall): Masters of Photography. George Braziller, New York 1958.
- The Daguerreotype in America. Duell, Sloan & Pearce, New York 1961. Überarbeitete Neuausgabe: New York Graphic Society, Greenwich 1968. Nachdruck Dover, New York 1976.
- Latent Image. The Discovery of Photography. Doubleday, New York 1967.
  - L'immagine latente. Zanichelli, Bologna 1969.
  - Die Väter der Fotografie. Anatomie einer Erfindung. Heering, Seebruck am Chiemsee 1985.
- Airborne Camera. The World from the Air and Outer Space. Hastings House, New York 1969.
- (als Hrsg.): Photography: Essays & Images. Illustrated Readings in the History of Photography. Museum of Modern Art, New York 1980.
- In Plain Sight. The Photographs of Beaumont Newhall. G.M. Smith, Salt Lake City 1983.
- Focus. Memoirs of a Life in Photography.  Bulfinch, Boston, Toronto, London 1993.

## Festschrift für Beaumont Newhall
- Van Deren Coke (Hrsg.): One Hundred Years of Photographic History. Essays in Honor of Beaumont Newhall. University of New Mexico Press, Albuquerque (New Mexico) 1975.